# Hubertus von Garnier
Hubertus Karl Konstantin Adalbert Graf von Garnier (* 25. November 1874 in Turawa, Oberschlesien; † 6. Oktober 1952 in Unterwössen, Landkreis Traunstein, Oberbayern) war ein deutscher Großgrundbesitzer und DNVP-Politiker in Oberschlesien.

## Leben

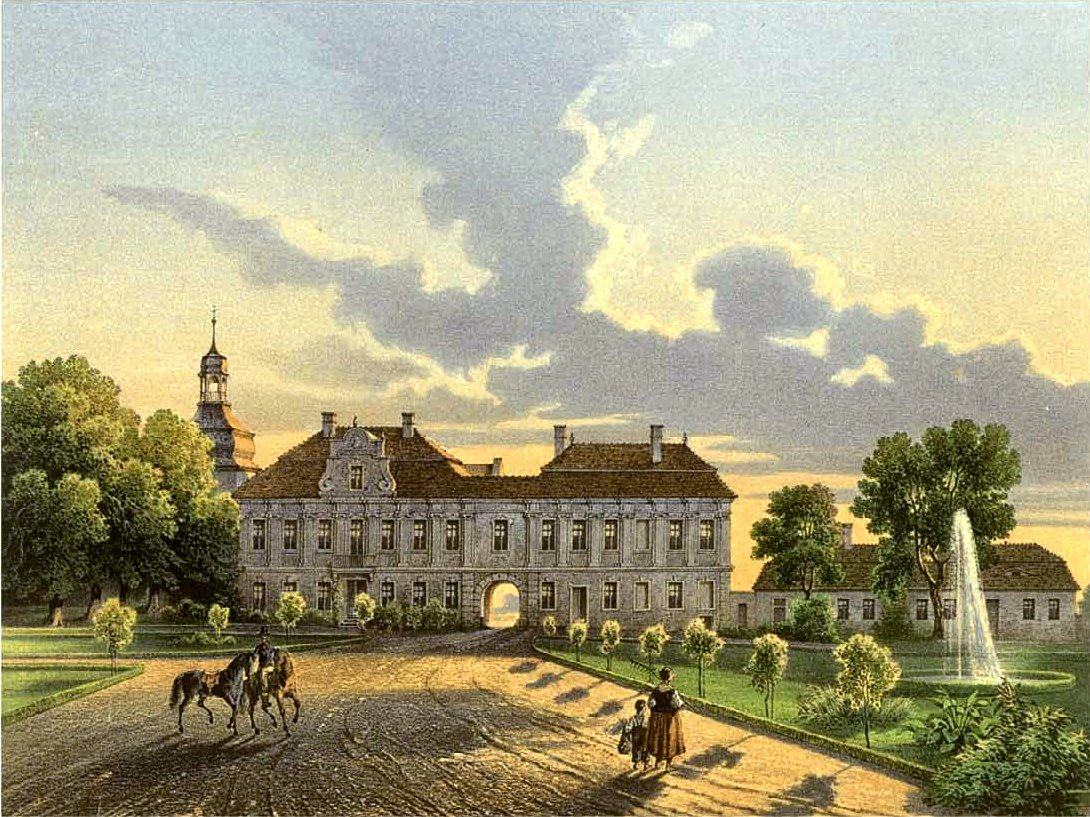
Schloss Turawa

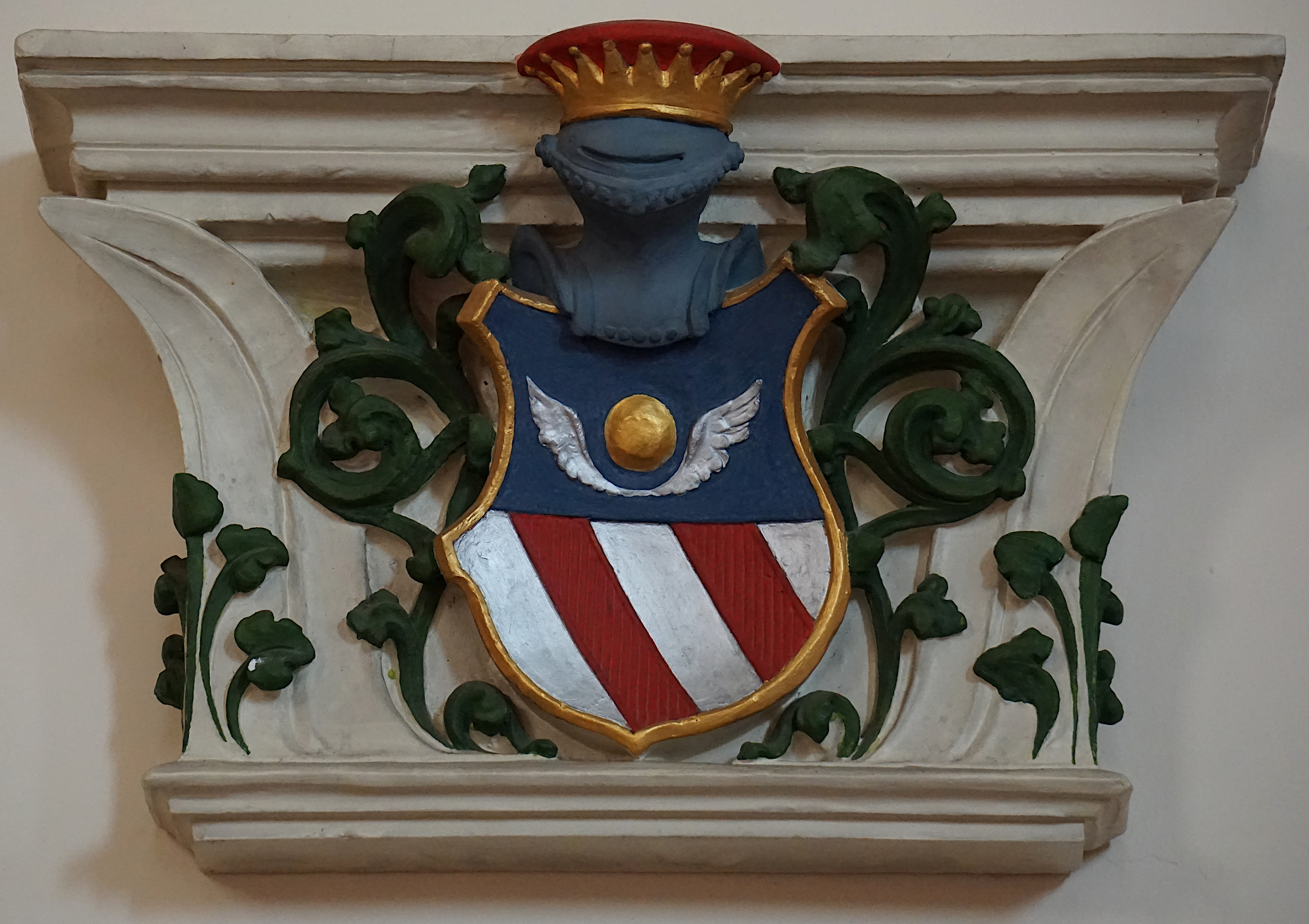
Wappen derer von Garnier in Sankt Michael in Groß Kottorz

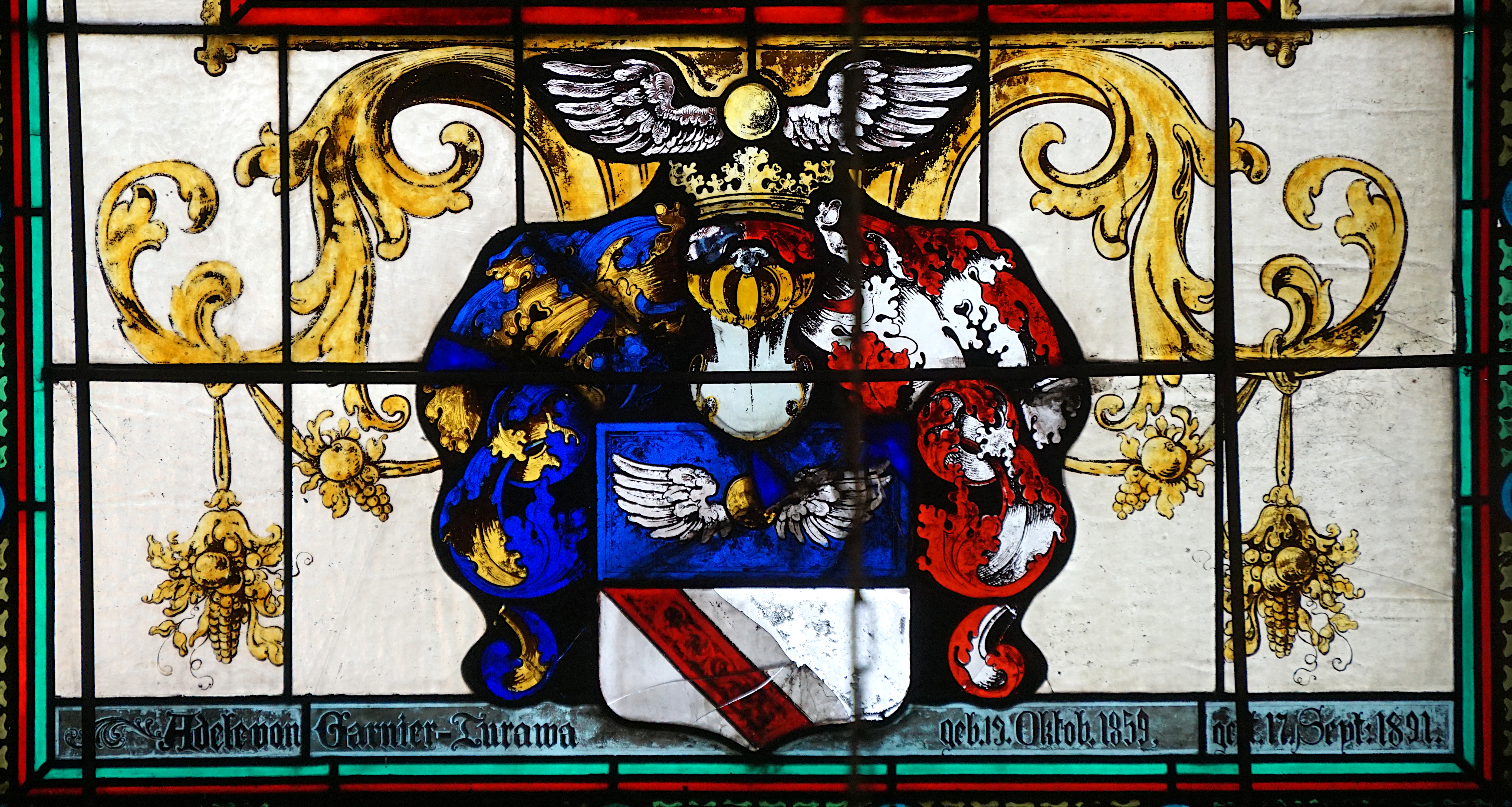
Wappen derer von Garnier in einem Fenster der Pfarrkirche St. Michael in Groß Kottorz

Hubertus von Garnier wurde als ältester Sohn des Gutsbesitzers Karl von Garnier (1847–1898) und der Hedwig von Blumenthal (* 19. Dezember 1847; † 26. Mai 1922) geboren. Er besuchte das Gymnasium in Turawa und begann 1892 an der Georg-August-Universität ein Studium der Rechtswissenschaft. Am 8. Dezember 1894 wurde er im Corps Saxonia Göttingen recipiert. Nach einem Jahr brach er das Studium vorzeitig ab. Nach dem Tod seines Vaters ererbte er als Majoratsherr das Schloss und Gut Turawa (9.200 ha). In den folgenden Jahren widmete er sich, unter anderem mit finanzieller Hilfe seines Schwiegervaters, der Sanierung des Schlosses und dem Wiederaufbau der angrenzenden land- und forstwirtschaftlichen Güter. Ein Hochwasser im Jahre 1903, das weite Teile des Gutes zerstörten, warf ihn in seinen Plänen zurück. Garnier nahm als Offizier der Preußischen Armee am Ersten Weltkrieg teil und war an Schlachten bei Klobutzko, in Frankreich und in Bessarabien beteiligt, zuletzt als Major.
Als passionierter Jäger hatte er Kontakt zur höheren Adelsgesellschaft und damit auch zur Kaiserfamilie. Zu seinen Jagdgesellschaften gehörten unter anderem Kaiser Wilhelm II. und nach dem Krieg der letzte König von Sachsen, Friedrich August III.
Garnier war Landesältester und Bürgermeister in Turawa. Bei der Volksabstimmung in Oberschlesien 1919 setzte er sich für den Verbleib der Abstimmungsgebiete beim Deutschen Reich ein. Als Mitglied der Deutschnationalen Volkspartei (DNVP) wurde er im Dezember 1924 in den Preußischen Landtag gewählt, dem er bis 1932 angehörte. Im Parlament vertrat er den Wahlkreis 9 (Oppeln).
Nach der Machtübernahme der Nationalsozialisten zog sich Garnier aus dem politischen Leben zurück. Er trat nicht in die Nationalsozialistische Deutsche Arbeiterpartei ein, selbst als Adolf Hitler ihn dazu bei einem persönlichen Treffen überzeugen wollte.
Am 18. Januar 1945 verließ er zusammen mit seiner Familie aufgrund der sich nähernden Rote Armee das Gut Turawa, das vier Tage später durch diese erobert und vollständig verwüstet wurde. Der Brandschatzung fiel eine der größten schlesischen Bibliotheken zum Opfer. Die Familie flüchtete als Heimatvertriebene nach Westdeutschland und ließ sich im oberbayerischen Unterwössen nieder, wo Garnier 1952 mit 77 Jahren verstarb und beigesetzt wurde. Die Urne wurde im November 2012 nach Turawa überführt.
Hubertus von Garnier heiratete 1900 Annemarie von Kulmiz zu Saarau. Aus der 1913 geschiedenen Ehe  gingen drei Söhne und eine Tochter hervor. In zweiter Ehe heiratete er 1919 seine entfernte Cousine Helene Gräfin von Bethusy-Huc (1889–1962). Dieser Verbindung entstammte ein Sohn und eine Tochter. Zwei seiner Söhne, einer aus erster und einer aus zweiter Ehe, fielen im Zweiten Weltkrieg.